# 天兴乡
天興鄉，位於中華人民共和國湖北省武漢市洪山區，地处青山区青山镇街道與江岸区谌家矶街道所夾江面的天興洲島上，面積26平方公里，辖复兴、天兴、江心3个村委会，人口0.6萬。

## 歷史
天興洲早在明朝就已形成，當時缺少防洪措施，島上絕大多數歷史遺跡都毀與年復一年的滔滔江水中。天興洲原名添新洲，意為新形成的沙洲，后名稱漸漸演變成天興洲。

## 民眾生活
在防洪設施修建以前，天興洲幾乎年年會被大水吞沒。島上的民眾每到夏季就要到江對岸的青山鎮生活。防洪設施修建以後，民眾得以在島上長期生活。天興洲僅有一所小學，沒有醫院、超市，民眾生活極為不便。

## 交通

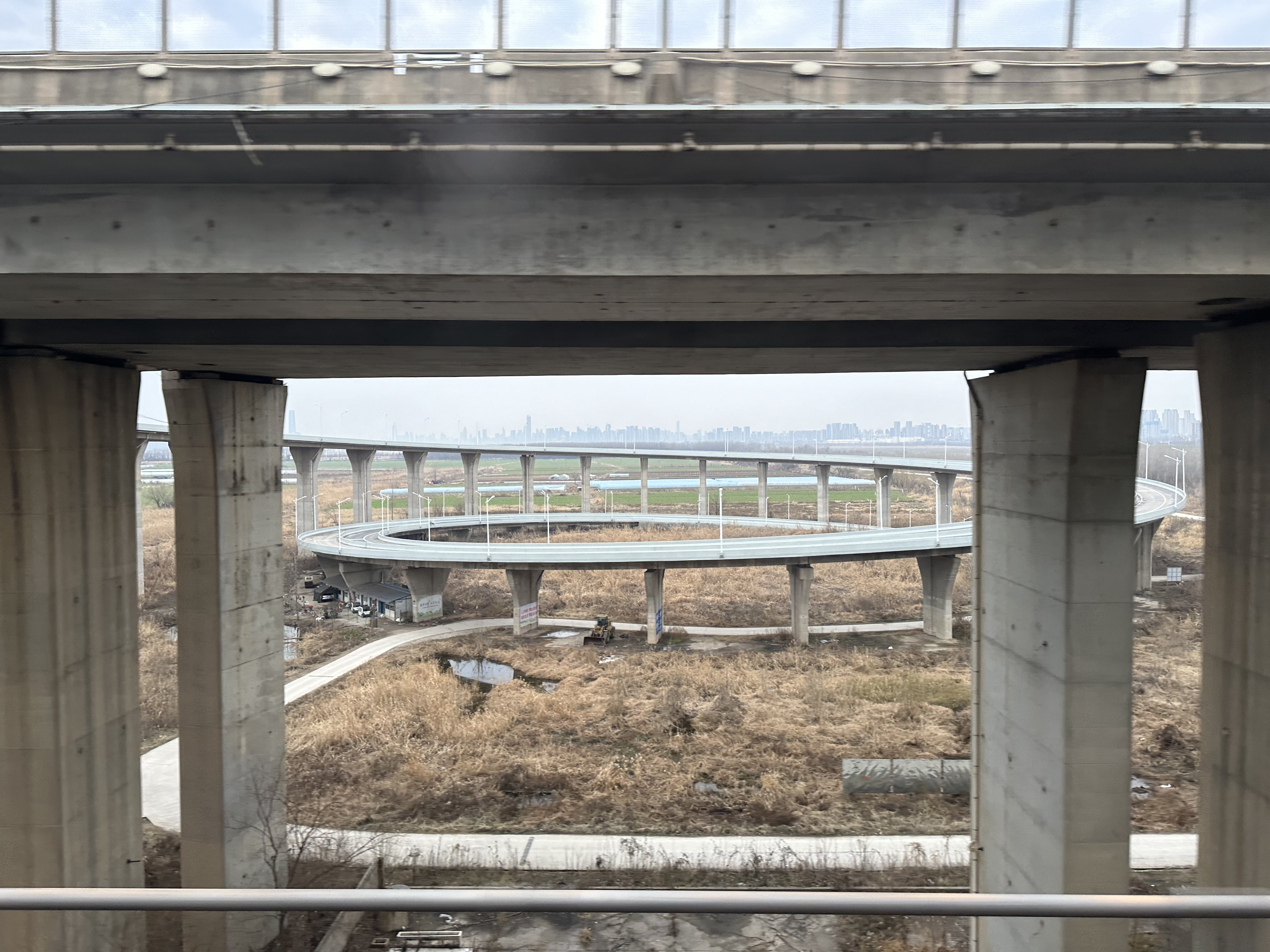
天兴洲大桥通向岛上的匝道

現在僅能從長江兩岸擺渡上洲。從建八碼頭有輪渡到天興洲橋下，每天五到六班；從青山碼頭有人渡和汽渡上洲，7AM——5PM每小時一班；由漢口五通口可包船前往。天興洲大橋通往天興洲的下橋匝道已在2012年建成，天興洲結束擺渡上洲的歷史。

## 未來發展
按照武漢市的有關規劃，天興洲未來將會發展成武漢市的一個休閒旅遊景區。